# Magnetstribe
En magnetstribe er en magnetisk kodet stribe på et betalingskort eller lignende kontrolforanstaltning beregnet til maskinel aflæsning.
Når kortet med striben føres forbi et læsehoved i automaten, aflæses koden, der blandt andet indeholder oplysning om en bestemt 4-cifret kode. Denne kode skal stemme med det tal, kunden taster ind på den pågældende automats numeriske tastatur som betingelse for, at transaktionen kan gennemføres. Identifikation via magnetstriber er i dag i mange tilfælde blevet afløst af identifikation via en indbygget mikrochip, en metode der giver større sikkerhed mod svindel.
 Denne artikel bør gennemlæses af en person med fagkendskab for at sikre den faglige korrekthed.

| Artikelstump | Spire Denne artikel om penge eller valuta er en spire som bør udbygges. Du er velkommen til at hjælpe Wikipedia ved at udvide den. |